# ريكي ويتل
{{صندوق معلومات شخص
|الاسم          = ريكي ويتل
|الاسم الأصلي      = Ricky Whittle
|الصورة          = Ricky Whittle June 14, 2014 (cropped).jpg
|تاريخ الولادة    = 23 نوفمبر 1981

|مكان الولادة     = أولدهام، إنجلترا
|الإقامة         = 
|الجنسية       = 
|المواطنة        = 
|التعليم         = 
|المدرسة الأم          = جامعة ساوثامبتون سولنت
|المهنة         = ممثل
|سنوات النشاط    = 2002 - الحاضر
|الموقع الرسمي        = الموقع الرسمي

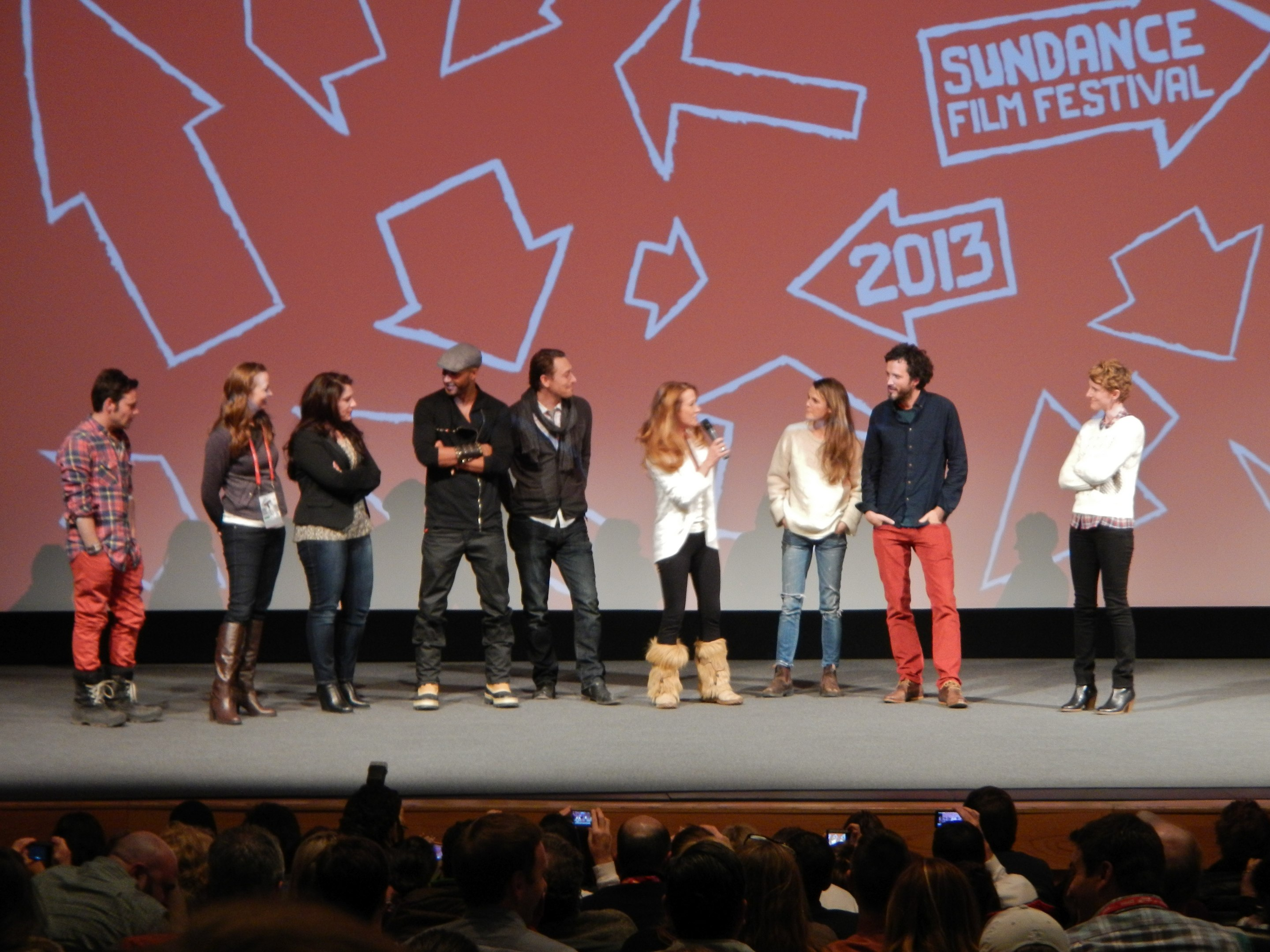
جيمس كالس، جورجيا كينغ، ركي ويتل، جي جي فيلد، جين سيمور، كيري راسل، بريت مكينزي، وجيروشا هيس

ريكي ويتل (بالإنجليزية: Ricky Whittle)‏ (مواليد 23 نوفمبر، 1981) هو ممثل إنجليزي ولد في مدينة أولدهام، إنجلترا. ظهر ويتل في عدة مسلسلات منها Mistresses ولعب دور لينكون في The 100 على شبكة CW. في 28 يناير، 2016 تم الإعلان عن ضم ويتل إلى طاقم مسلسل American Gods ليلعب دور الشخصية الرئيسية، شادو مون.

## وصلات خارجية
- الموقع الرسمي
- ريكي ويتل على موقع IMDb (الإنجليزية)
- ريكي ويتل على موقع قاعدة بيانات الفيلم (الإنجليزية)